# سانتا ماریا کاپوا وتره
سانتا ماریا کاپوا وتره (به ایتالیایی: Santa Maria Capua Vetere) یک کومونه در ایتالیا است که در استان کسرتا واقع شده‌است. سانتا ماریا کاپوا وتره ۳۶ کیلومتر مربع مساحت و ۳۲٬۷۹۳ نفر جمعیت دارد.

## خواهرخوانده
شهرهای ماراتن (یونان)، مورسیا و پیتراوایرانو خواهرخوانده‌های سانتا ماریا کاپوا وتره هستند.